# City of Daughters
City of Daughters è il secondo album in studio del gruppo musicale canadese Destroyer, pubblicato nel 1998.

## Tracce
Testi e musiche di Dan Bejar.
1. Comments on the World as Will – 0:56
2. No Cease Fires! (Crimes Against the State of Our Love, Baby) – 3:30
3. Dark Purposes – 2:15
4. Emax I – 1:46
5. I Want This Cyclops – 3:13
6. Loves of a Gnostic – 2:38
7. Emax II – 0:57
8. State of the Union – 1:17
9. School, and the Girls Who Go There – 2:51
10. The Space Race – 2:22
11. Melanie and Jennifer and Melanie – 3:59
12. War on Jazz II or How I Learned to Love the War on Jazz – 1:54
13. Emax III – 0:59
14. You Were So Cruel – 3:34
15. Signs – 0:47
16. Rereading the Marble Faun – 3:15
17. Son of the Earth – 2:13

## Formazione
- Dan Bejar - chitarra, sintetizzatore, voce
- John Collins - basso, sintetizzatore, effetti
- Scott Morgan - batteria, sassofono, clarinetto